# 許殿輔
許殿輔（？—？），福建泉州府晉江縣人。清朝政治人物。

## 生平
雍正八年（1730年）庚戌科三甲進士。官汀州府儒學教授。